# Norma ultramétrica
En matemáticas, una norma ultramétrica, también llamada no arquimediana, es un norma (en un K-espacio vectorial, donde K es un cuerpo valorado, en el sentido de que está equipado con un valor absoluto en sí ultramétrico) que verifica una condición más fuerte que la desigualdad triangular, a saber:
{\displaystyle \|a+b\|\leq \max(\|a\|,\|b\|).}
Esta condición puede ser fácilmente generalizada por recurrencia, para afirmar que la norma de una suma se incrementa en el máximo de las normas de los términos.
En concreto, esta condición más fuerte hace que un cierto número de resultados que no son válidos en el marco general sean verdaderos, en particular:
- la distancia asociada es ultramétrica, entonces:
  - cada punto de una bola está en el centro; las bolas son abiertas y cerradas; dos bolas están desarticuladas o incluidas una en la otra;
  - cualquier triángulo es isósceles y su base es como máximo igual a los lados iguales;
- {\displaystyle \|a\|\neq \|b\|\Rightarrow \|a+b\|=\max(\|a\|,\|b\|)~;}

| Demostración |
| Dado que el triángulo 0, a, a+b es isósceles y de base menor o igual que los lados iguales (ultramétrico), se tiene que {\displaystyle d(0,a)\neq d(a,a+b)\Rightarrow d(0,a+b)=\max(d(0,a),d(a,a+b)),} lo que, transcrito en términos estándar, es la implicación pretendida. |

- en un espacio ultramétrico completo, una serie converge si y solo si su término general tiende hacia 0;
- en un espacio ultramétrico, la bola unitaria tiene la estructura de un anillo.

En cualquier cuerpo provisto de un valor absoluto ultramétrico, visto como un espacio vectorial en sí mismo, este valor absoluto es una norma ultramétrica.